# Grutes de Juxtlahuaca
Les  grutes de Juxtlahuaca  es localitzen a l'estat de Guerrero (sud de la República Mexicana). Es tracta d'un jaciment arqueològic on hi ha pintures rupestres relacionades amb la iconografia olmeca. Juntament amb la cova d'Oxtotitlán, localitzada també en l'àrea de Guerrero, les grutes de Juxtlahuaca constitueixen un dels primers exemples d'activitat pictòrica sofisticada que es coneguin a Mesoamèrica fins a la data i també l'únic exemple de pintura rupestre mesoamericà en cavernes profundes que no es troba a l'àrea maia. Les grutes de Juxtlahuaca es localitzen a diversos centenars de quilòmetres al sud-oest de l'àrea nuclear olmeca.

## Les grutes
Les grutes de Juxtlahuaca es localitzen a 52 quilòmetres al sud-est de Chilpancingo dels Bravo (capital de Guerrero), en una àrea que va ser declarada parc natural. El sistema de grutes té una longitud aproximada de cinc quilòmetres. És una destinació força popular entre els espeleòlegs mexicans. El lloc està obert al públic, però només es pot accedir en companyia d'un guia.
Les pintures que han fet famós aquest lloc es troben en una profunditat estimada d'un quilòmetre a partir de la superfície. L'accés a la galeria és difícil, i pot requerir fins a dues hores de recorregut. Algunes seccions dels passadissos que condueixen al lloc es troben inundats parcialment, a causa de la filtració d'aigua.

## Les pintures

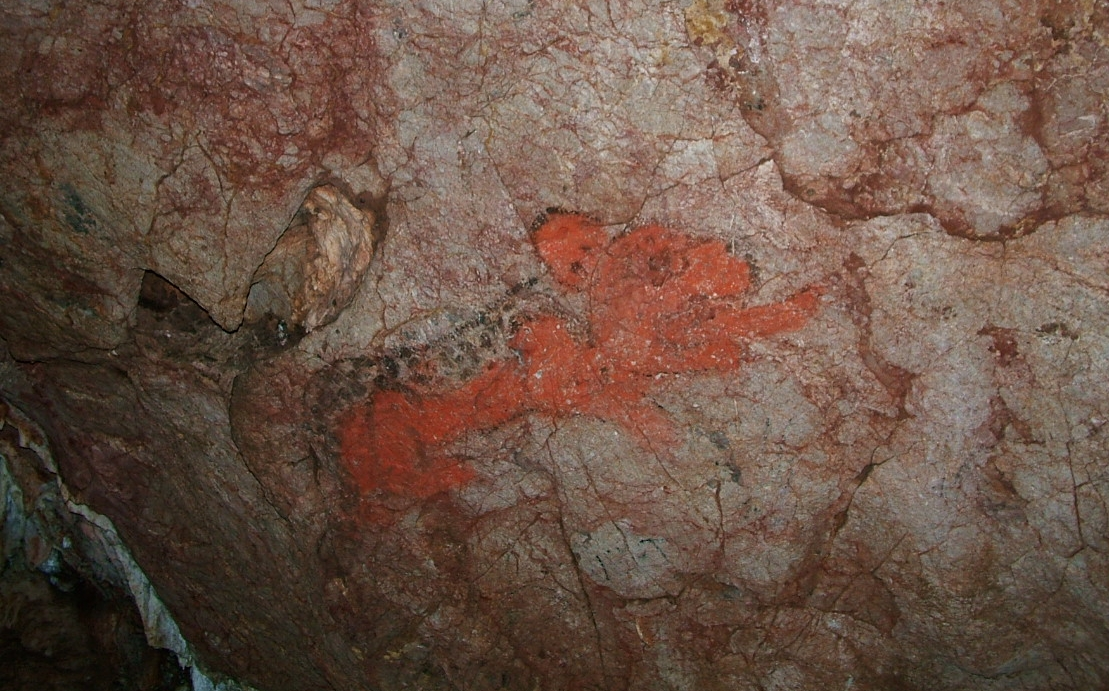
El jaguar roig

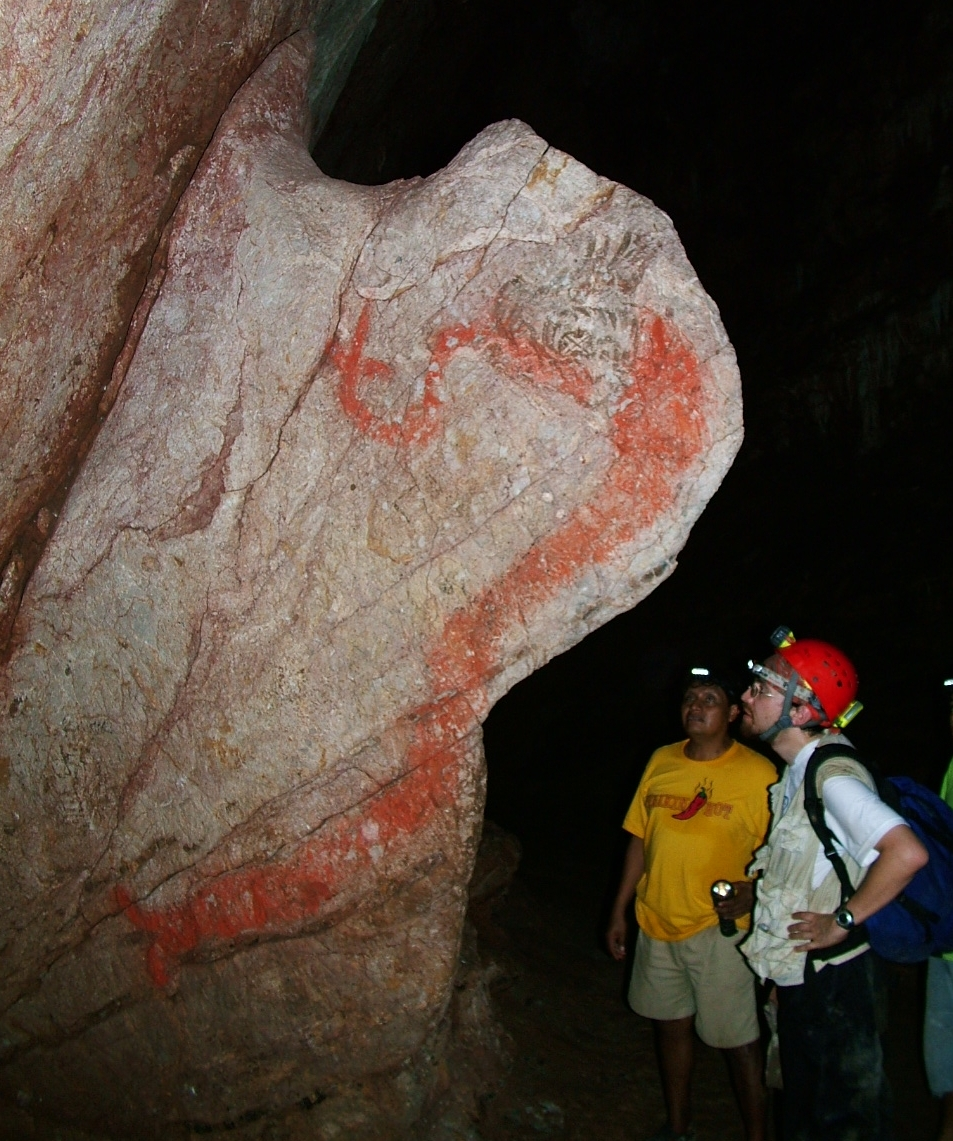
La serp emplomallada

La més coneguda de les pintures de Juxtlahuaca és la pintura 1. Representa un home amb una llarga capa negra i un elaborat tocat. Els seus braços i cames estan coberts per una pell de jaguar, i és possible observar que després d'ell penja la cua d'aquest animal. El personatge branda un trident i un objecte semblant a una serp. Davant d'ell es troba un altre personatge sedent i de menor escala, contra qui apunta aquests objectes. L'escena té una alçada de dos metres, i és un dels pocs exemples de representacions iconogràfiques de la dominació d'un home sobre un altre que es conegui en la cultura olmeca. Alguns investigadors han considerat que la pintura 1 de Juxtlahuaca representa una escena de sacrifici humà.
A Juxtlahuaca també hi ha la representació d'una serp amb plomes verdes, prop d'un jaguar vermell de grans orelles i ulls que li donen una aparença jovial. Aquest disseny, interpretat com a escenari cerimonial, va ser descobert en una estalagmita.
Les primeres referències a les coves es remunten a la dècada del 1920. El 1958 el govern de l'estat de Guerrero va ordenar una primera exploració de les galeries a càrrec d'Andrés Ortega Casarrubios. No obstant això, les primeres investigacions professionals realitzades a Juxtlahuaca es van realitzar a la dècada de 1960, a càrrec de Gillett Griffin, de la Universitat de Princeton, i Carlo T. E. Gai, un empresari italià. Michael D. Coe ha calculat que les pintures podrien datar-se del període preclàssic mitjà (1200-400 abans de la nostra era).
Les grutes de Juxtalhuaca no es troben associades a cap assentament humà per un llarg període, almenys fins on l'evidència arqueològica ha permès saber. La ubicació del lloc planteja qüestions de difícil resolució, especialment del paper que va jugar aquest i altres llocs de Guerrero en el desenvolupament de la cultura olmeca. Per molt temps, es va pensar que els olmeques van ser un grup ètnic que va habitar només en l'àrea nuclear olmeca, però en la mesura que s'ha avançat en el coneixement de la història mesoamericana, alguns autors han proposat que el que anomenem cultura olmeca és fruit no d'un sol poble, sinó dels grups mesoamericans d'aquella època. Les cavernes són un element important en moltes obres iconogràfiques d'estil olmeca, trobades en diversos llocs de Mesoamèrica. Diversos altars de La Venta (àrea del golf) contenen representacions de personatges que emergeixen de coves. El mateix passa amb el més conegut dels monuments de Chalcatzingo (vall de Morelos, al nord de Guerrero).